# Kurds hakkaris
Els kurds hakkari són una tribu kurda que des de molt antigament habita les comarques de muntanya al sud i est del llac Van, coneguda pels àrabs com a hakkariyya pel nom del poble, que també va donar nom al vilayat o Província de Hakkâri i de la seva capital Çölemerik, a Turquia.
L'emir dels kurds hakkari reclamava ascendència abbàssida. El primer emir esmentat és Izz al-Din Shir (probablement Yezdan-Shir) que el 1387 va resistir a Tamerlà a la fortalesa de Van. Sota els aq qoyunlu, els dumbulis de la Djazira es van apoderar de Hakkari, però al cap d'un temps els cristians de Diz vana anar a Egipte a buscar a un descendent de la nissaga d'Izz al-Din, anomenat Asad al-Din Zarring-Čang (braç d'or) i la dinastia va aconseguir recuperar el principat; la dinastia va ser coneguda com a Shambo.
En temps del safàvida Ismail I els prínceps residien a la fortalesa de Bay (a Shamdinan) i un membre de la nissaga governava a Wostan (al sud-oest de Van), però el territori de Kawash a l'oest de Wostan, era disputat entre hakkaris i ruzakis; al nord el domini dels hakkaris s'estenia fins a l'Albak.
Els kurds hakkari van passar a sobirania otomana a la campanya de l'hivern del 1515 al 1516 i el territori fou considerat un sandjak del wilayat de Van, però gaudint, del privilegi que el sobirà local kurd era reconegut sandjakbegi hereditari, i la sobirania otomana fou força nominal fins al segle xix. Després de la revolta de Badrkhan de Bokhtan, el darrer emir Nur Allah Beg fou destituït pels otomans el 1845.